# 山潛眾
山潛眾，又稱山くぐり衆，薩摩國大名島津忠良所籌組的忍者組織，後來是島津家的專屬忍者，主要活動區域在現今的鹿兒島縣一帶。

## 活動紀錄
山潛眾是起源於大永年間（1521年～1527年），薩摩大名島津忠良組織金峰山上精通藥草、礦物、武術等知識的十名修煉者而成的忍者團體，為島津家統合南九州三國出力甚多。後來代替忠良指揮山潛眾的是島津義弘，其功用主要在蒐集中央地區的情報。

## 相關作品
在小說水戶黃門中，山潛眾所代表的薩摩忍者曾經奉命暗殺男主角德川光圀。

## 關連項目
- 島津忠良
- 島津義弘
- 忍者